# Molí de la Torre (Bigues)
El Molí de la Torre és un antic molí a Bigues (poble del Vallès Oriental). Al seu costat nord hi ha un antic molí secundari, anomenat el Molinet. És a la dreta del Tenes, a la part central del terme, al Rieral de Bigues. És al nord-est de la Torre, masia a la qual pertanyia, i està situada a la Quintana de la Torre, a llevant de Can Bacardí i Can Feliu.
Actualment (2006) és un modern Hotel Rural.